# فيليب حتي
فيليب خوري حتي (2 رمضان 1303 هـ/22 يونيو 1886-27 محرم 1399 هـ/24 ديسمبر 1978) مؤرخ العرب والحضارة الإسلامية اللبناني.
ولد فيليب حتي في بلدة شملان التابعة لمحافظة جبل لبنان ودرس في مدرسة القرية، ثم أكمل في مدرسة سوق الغرب الأمريكية الثانوية والتحق بعدها بالجامعة الأمريكية في بيروت، وحصل منها على شهادة البكالوريوس في العلوم سنة (1326 هـ/1908 م)
التحق بجامعة كولومبيا في أمريكا، وحصل منها على درجة الدكتوراه سنة (1333 هـ/1915 م) وتقديرا لنبوغه عيٌنته الجامعة مدرساً في قسم الدراسات الشرقية، وظلّ يعمل بها أربع سنوات وكان أستاذا زائراً في جامعة هارفرد.
اُستدعي من قبل جامعة برينستون لتأسيس قسم لدراسات الشرق الأدنى فأقام مركزا للدراسات العربية وأنشأ مكتبة عربية إسلامية في جامعة برنستون تُعنى بجمع المخطوطات والوثائق العربية ونشرها. ضمت المكتبة 5500 مخطوطة عربية وعمل لها فهرساً باللغتين العربية والإنجليزية حتى يسهل الاستفادة منها.
وعاد حتي للبنان سنة 1338هـ = 1921، وعمل في الجامعة الأمريكية ببيروت أستاذا للتاريخ العربي، وتخرج على يديه عدد من رجال الأدب والفكر والتاريخ من أمثال: جبرائيل جبور، وقسطنطين زريق، وأنيس فريحة، وفؤاد صروف، وغيرهم ممن تولوا قيادة الحركة الفكرية في لبنان، وتجاوزت شهرتهم وتأثيرهم حدود لبنان إلى كثير من بلدان العلم العربي.

## من أبرز مؤلفاته
- تاريخ العرب : مطول
- تاريخ العرب : موجز
- تاريخ سوريا ولبنان وفلسطين
- لبنان في التاريخ
- صانعوا التاريخ العربي الحديث
- الإسلام: منهج حياة.

## مؤرخا
وقد تميز فيليب حتي بأنه كان مؤرخا غزير الإنتاج ملتزما بالموضوعية وأسس المنهج العلمي، ودار إنتاجه حول عدة محاور رئيسية، فأفرد للتاريخ العربي العام كتابيه: «تاريخ العرب»، و«صانعو التاريخ العربي».
ويعد كتابه «تاريخ العرب» أشهر مؤلفات فيليب حتي وأكثرها رواجا، وهو يضم ستة أقسام رئيسية، تناول في القسم الأول عصر ما قبل الإسلام والمجتمعات العربية القديمة وممالكها، وعالج في القسم الثاني ظهور دولة الإسلام وقيام الخلافة الراشدة وانتشار الفتوحات الإسلامية. ودرس في القسم الثالث الدولتين الأموية والعباسية وازدهار الحضارة الإسلامية، وفي القسم الرابع حضارة المسلمين في الأندلس وصقلية. وتناول في القسم الخامس تاريخ الفاطميين والسلاجقة والدولة الزنكية والأيوبيين والمماليك وما تخلل ذلك من الحروب الصليبية. وفي القسم السادس تناول الحكم العثماني في شمال إفريقيا ومصر وسوريا ولبنان وفلسطين والعراق.
وقد حاول فيليب حتي أن يحيط بكل جوانب موضوعاته وما يتصل بها من النواحي السياسية والعسكرية والاجتماعية والثقافية وأن يعالجها بعمق وموضوعية. وقد استقى مادة كتابه من نحو ألف مصدر من مصادر التاريخ في لغات مختلفة ذكرها كلها في الهوامش، وقد لقي هذا الكتاب تقديرا واسعا من المتخصصين في الولايات المتحدة الأمريكية، واعتبروا أن صاحبه نجح في تقديم العرب وحضارتهم للعالم الغربي في ثوب قشيب، مبينا لهم أصالة العرب والمسلمين وحضارتهم وفضلهم على الحضارة الغربية والإنسانية جمعاء.
الكتاب على أهميته وجه إليه بعض الباحثين كثيرا من النقد واتهموا صاحبه بعدم الحيدة في عرض بعض الموضوعات وإساءة استخدام بعض المصطلحات، من ذلك استعماله ألفاظ: الغزو، والاستيلاء، والاكتساح عند تناول الفتوحات الإسلامية، في حين يستعمل كلمة فتح مع ما له من دلالات حضارية في الحروب الصليبية، مثل قوله: «ولما فتح الفرنجة بيت المقدس، وتم للصليبيين فتح بيروت وصيدا».
وقد ظهر هذا الكتاب لأول مرة باللغة الإنجليزية سنة 1356هـ = 1937، ثم تعددت طبعاته بعد ذلك، وترجمه إلى العربية كل من جبرائيل جبور وإدوارد جرجي. وقد صدر لهذا الكتاب طبعة موجزة صدرت سنة 1943م عن مطبعة جامعة برنستون.

## لبنان في التاريخ
عني فيليب حتي بتاريخ بلاد الشام، فأفرد للبنان كتابه «لبنان في التاريخ» وهو ينطلق في كتابه من الكيان اللبناني الذي قام سنة (1338هـ =1968م) والذي عرف بالجمهورية اللبنانية، وقسمه إلى خمسة أقسام، عالج في القسم الأول فترة ما قبل التاريخ والطابع الخاص بلبنان جغرافيا وتاريخيا وحضاريا، وتناول في القسم الثاني العصور السامية القديمة، وسلط الضوء على الكنعانيين باعتبارهم أول شعب كبير يستوطن لبنان، كما درس الدين والنواحي الحضارية للبنان في هذه الفترة.
وتناول في القسم الثالث لبنان في العصرين الإغريقي والروماني، حيث وقع لبنان تحت سيطرة الإسكندر الأكبر وخلفائه، ثم عرج إلى الحكم الروماني للبنان والتغير الذي لحق بلبنان وكيفية دخولها في النصرانية.
أما القسم الرابع فقد خصصه للحكم العربي للبنان، ودخول الإسلام إلى لبنان، وتعرض لأوضاع لبنان تحت حكم العباسيين وفي ظل الصليبيين، وما نتج عن ذلك من علاقات اجتماعية وثقافية واقتصادية بين اللبنانيين والغرب. وخصص القسم الخامس لتاريخ لبنان في ظل العثمانيين ونشأة إمارة المعنيين والشهابيين، وتناول علاقات لبنان الخارجية والداخلية في فترة القرن الثامن عشر الميلادي.
وتعود أهمية هذا الكتاب إلى أنه أول محاولة يقوم بها مؤرخ بجمع تاريخ لبنان عبر خمسة آلاف سنة في دراسة متسلسلة وعميقة ومركزة، وعلى الرغم من ذلك فقد قوبل الكتاب بنقد شديد من بعض الباحثين، واتهم صاحبه بأنه يكرس للقومية اللبنانية، ويبتعد بلبنان عن تاريخه الإسلامي. وقد ترجم هذا الكتاب إلى اللغة العربية أنيس فريحة ونشره في بيروت سنة (1379هـ=1959م).
وفي دائرة بلاد الشام أسهم حتي أيضا بعدة مؤلفات، من أهمها «تاريخ سوريا ولبنان وفلسطين»، وترجمه إلى العربية جورج حداد وعبد الكريم رافق، ونشر في بيروت سنة (1378هـ = 1958م)، «وسورية والسوريون من نافذة التاريخ».

## تحقيق التراث
ويذكر لفيليب حتي أنه كان في طليعة من عملوا في تحقيق التراث وإن لم يستمر فيه، حيث نشر في سنة (1374هـ=1924م) كتاب «مختصر الفرق بين الفرق» لعبد القاهر البغدادي، اختصار عبد الرزاق الرسعني، وقام بتحقيق كتاب «نظم العقيان في أعيان الأعيان»، لجلال الدين السيوطي وهو يتضمن تراجم مشاهير علماء القرن التاسع الهجري في مصر وسوريا والعالم الإسلامي، ونشره سنة (1377هـ=1927م).
أما أشهر تحقيقاته فهو لكتاب «الاعتبار» لأسامة بن منقذ، ونشره في سنة (1349هـ=1930م) نشرة علمية راعى فيها أصول التحقيق العلمي، مقدما لعمله بدراسة عن المؤلف تتضمن حياته ومؤلفاته، وعرض لنسخ المخطوطات التي اعتمد عليها.
وإلى جانب ذلك ترك فيليب حتي عددا ضخما من المؤلفات العربية والإنجليزية، ترجم معظمها عدد من تلاميذه وأصدقائه، ومن هذه الكتب: «الإسلام في نظر الغرب»، ونقله إلى العربية إسحاق موسى الحسيني وآخرون، ونشر في بيروت سنة (1372 هـ=1953م)، و«الإسلام منهج حياة»، وترجمه إلى العربية عمر فروخ.
ولفيليب حتي دراسات وأبحاث دقيقة في العديد من الموسوعات العالمية، بالإضافة إلى عشرات المقالات بالعربية والإنجليزية المنشورة في الدوريات العربية والأجنبية.

## وفاته
وقد لقي فيليب حتي تقدير العالم العربي؛ نظرا للجهود التي بذلها في حقل الدراسات التاريخية والحضارة الإسلامية، فمنحته لبنان سنة 1375هـ = 1956 أعلى وسام مدني، ومنحته الحكومة السورية سنة 1373هـ = 1954 وسام الاستحقاق من الطبقة الأولى، وكان آخر وسام حصل عليه من مصر سنة 1398هـ = 1978.
وبعد أن تقدمت به السن أقام في مدينة برنستون بجوار الجامعة التي قدّم فيها خير أعماله، وأفنى فيها عمره حتى وافته منيته في (27 محرم 1399هـ الموافق 24 ديسمبر 1978).

## روابط خارجية
- حتي، فيليب - موسوعة المورد، منير البعلبكي، 1991